# Konrad Miß
Konrad Jakob Miß (geboren am 30. Oktober 1880 in Mönchengladbach; gestorben am 14. September 1952 in Lindenthal (Köln)) war ein preußischer Verwaltungsbeamter und Landrat.

## Leben
Als Sohn des Fabrikarbeiters Heinrich Miß und dessen Ehefrau Clara Miß, geborene Pilz, am Niederrhein geboren, arbeitete Konrad in seinen frühen Jahren als Müller und Seemann. Im Jahr 1905 war er Angestellter des Seemanns-Verbandes in Stettin, bevor ihm zum 1. Juli 1910 seitens der SPD, der er als Mitglied angehörte, die Stelle des Parteisekretärs für den Wahlkreis Mülheim–Wipperfürth–Gummersbach übertragen wurde. Während des Ersten Weltkriegs nahm er von 1915 bis 1917 als Angehöriger der Marine an den Kampfhandlungen teil. Nach dessen Ende erhielt er zum 1. September 1919 eine Berufung zum Bezirkssekretär der SPD für die Obere Rheinprovinz in Köln.
Nachdem zum 1. April 1929 der bisherige Landrat des Kreis Wetzlar, Wilhelm Sartorius, mit Erreichung der Altersgrenze in den Ruhestand verabschiedet worden war, trat Miß mit kommissarischer Übertragung vom 2. April 1929 dessen Nachfolge an. Auf die definitive Ernennung am 10. September 1929 erfolgte nur rund dreieinhalb Jahre darauf, nach der Machtergreifung durch die Nationalsozialisten, am 5. März 1933 seine Versetzung in den einstweiligen Ruhestand. In den Jahren bis 1941 den Lebensunterhalt seiner Familie als Handelsvertreter bestreitend, wurde Miß 1941 dienstverpflichtet. Mit Ende des Zweiten Weltkriegs übernahm er schließlich von Mai 1945 an bis 1948 erneut die Verwaltung des Kreis Wetzlar als Landrat. Er starb, in Wetzlar wohnend, 1952 in einem Kölner Krankenhaus.
Konrad Miß war zweimal verheiratet. In letzter Ehe seit dem 4. März 1930 (Köln-Sülz) mit Gertrud Lennertz (geboren am 1. April 1905 in Krefeld; gestorben 1990). Sein die Zeitspanne von 1891 bis 1956 umfassender Nachlass wird im Historischen Archiv der Stadt Köln verwahrt.